# Juneda
Juneda es una localidad y municipio español de la provincia de Lérida, en la comunidad autónoma de Cataluña. El término municipal, ubicado en la parte septentrional de la comarca de Las Garrigas, tiene una población de 3473 habitantes (INE 2024). Las tierras del municipio se encuentran entre el paisaje urgelense, regado por el Canal de Urgel y el paisaje garriguense propio del Espacio de Interés Natural (EIN) de las partidas del Aranyó y de Miravall.
La superficie del término municipal es de 47,35 km² y se encuentra a 264 metros de altitud.
En el sur del término se encuentra el Tossal Gros con 482 m de altitud, cerca del punto más alto del término de 523 m de altura, limítrofe con el municipio de Cerviá.
Tocando el núcleo urbano circulan las aguas del río Femosa, que atraviesan el término de este a oeste; en cuyo alrededor se encuentran las tierras más fértiles del término municipal, así como también un buen grupo de asentamientos prehistóricos.

## Geografía
| Noroeste: Lérida          | Norte: Torregrosa | Noreste: Mollerusa      |
| Oeste: Puigvert de Lérida |                   | Este: Arbeca            |
| Suroeste: Castelldans     | Sur: Cerviá       | Sureste: Borjas Blancas |

### Clima

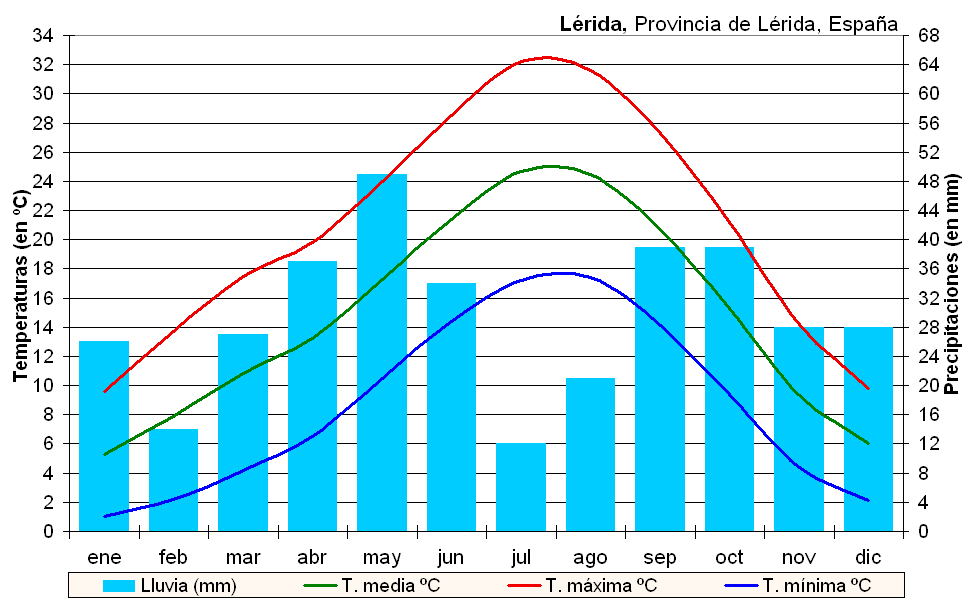
Climograma de la ciudad de Lérida. Aplicable a Juneda por su proximidad

Juneda tiene un clima mediterráneo árido con tendencia continental, que es el propio del Valle del Ebro. Los inviernos son húmedos y muy fríos y los veranos cálidos. El promedio de precipitación anual es bastante escaso, de unos 375 mm, con máximos en primavera y sequía estival. No es extraño que a lo largo del año puedan registrarse temperaturas de algunos grados centígrados bajo cero en invierno y de hasta 40 °C en verano. Es característica la niebla que en invierno suele ocupar la provincia de Lérida durante días.

## Geografía humana

### Demografía
Cuenta con una población de 3473 habitantes (INE 2024).
| Gráfica de evolución demográfica de Juneda entre 1842 y 2021                                                          |
| |
| Población de derecho según los censos de población del INE. Población de hecho según los censos de población del INE. |

| Población | 62   | 72   | 75   | 234  | 986  | 1854 | 2099 | 2227 | 2805 | 3215 | 3589 |
|           | 1930 | 1940 | 1950 | 1960 | 1970 | 1981 | 1990 | 1992 | 1994 | 1996 | 1998 |
| Población | 3403 | 3177 | 3179 | 3306 | 3135 | 3031 | 3008 | 2967 | 3034 | 2996 | 3002 |
|           | 2000 | 2002 | 2004 | 2006 | 2008 | 2009 | 2010 | 2011 | 2014 | 2016 | 2018 |
| Población | 2988 | 2944 | 3023 | 3264 | 3342 | 3417 | 3487 | 3482 | 3497 | 3344 | 3409 |

## Historia

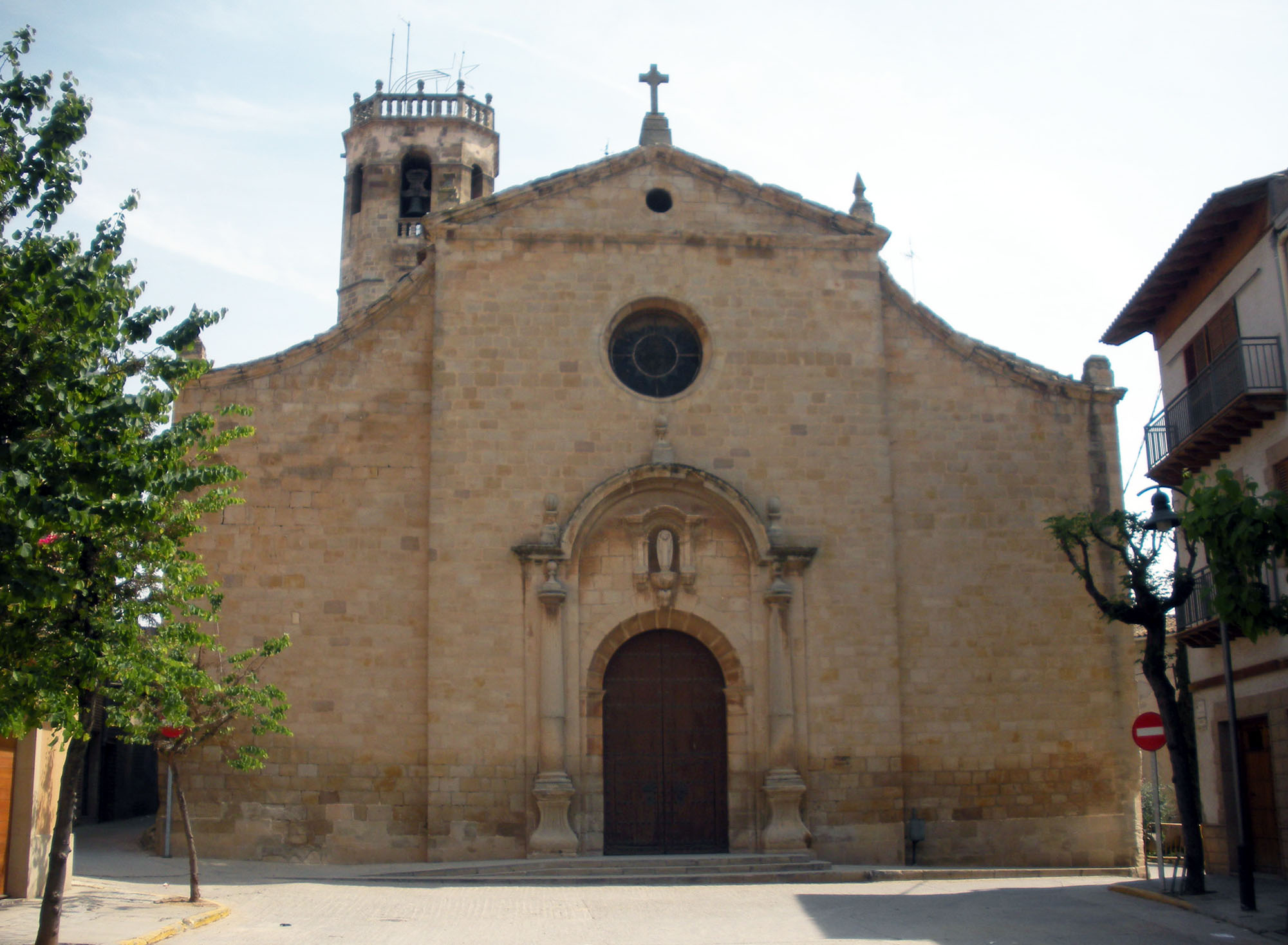
Iglesia de la Transfiguración del Señor

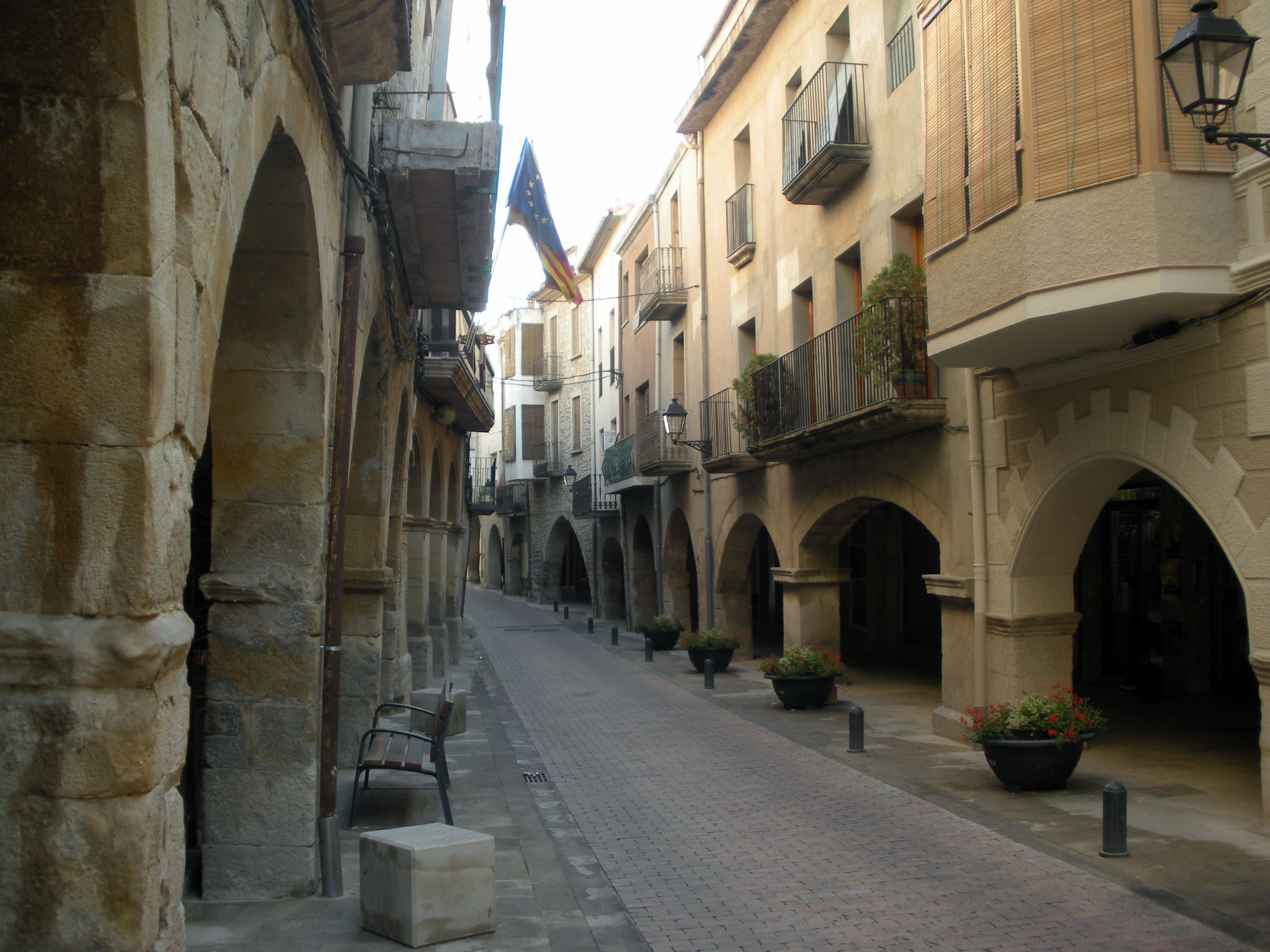
Calle Mayor

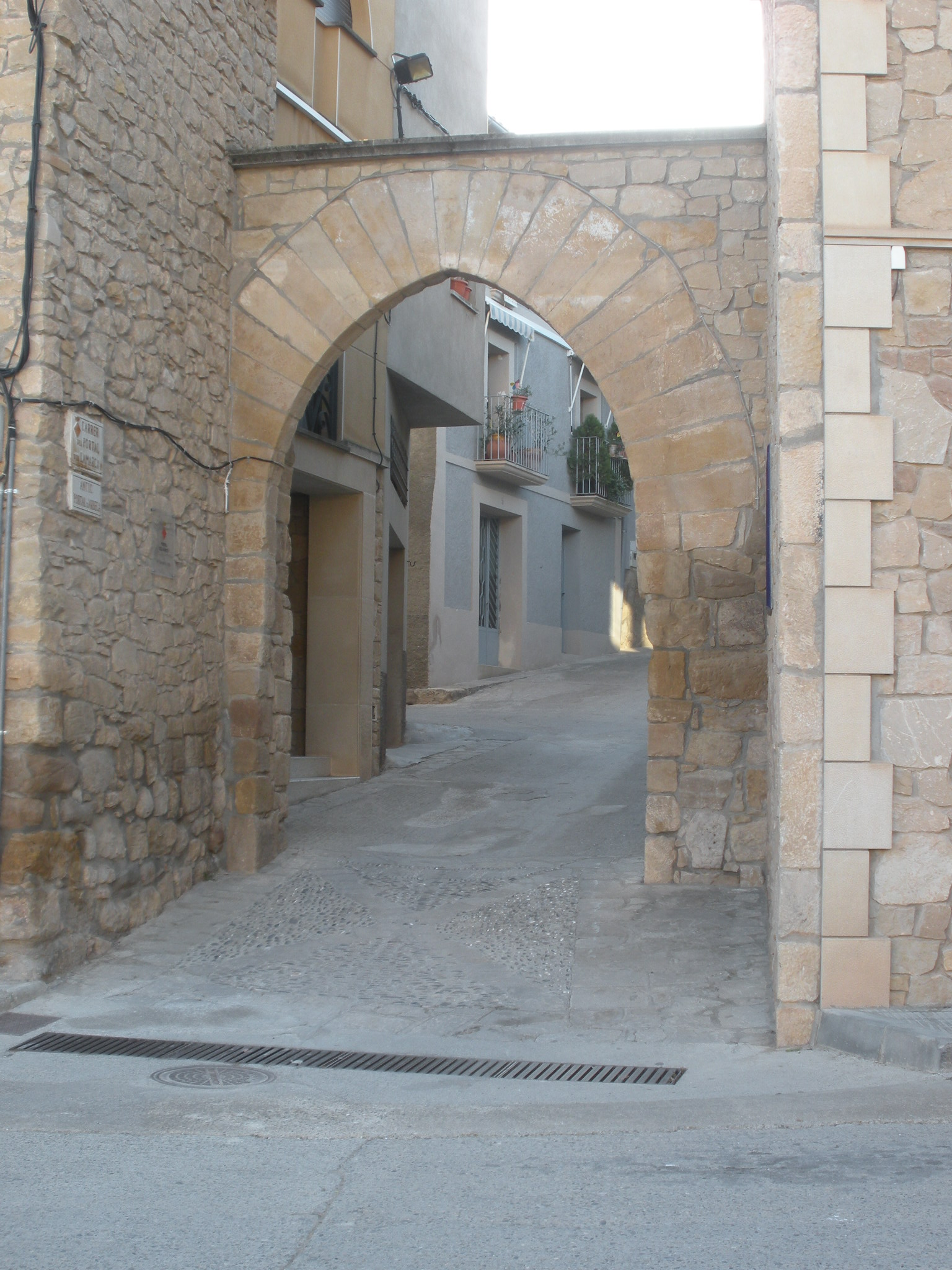
Portal de Lamarca (o del Marca)

La etimología de Juneda, según los estudios hechos por diversos lingüísticos, tiene diversas interpretaciones: 1) de la arabista: refugio, lugar/sitio elevado, jardín/huerto, nombre propio Junâda; 2) de la céltica: cruce/encrucijada de caminos, y 3) de la latinista: familia romana/nombre romano, Junius/Junieta. Más allá de estas consideraciones, las últimas investigaciones hechas por Joan Coromines y Pere Balañà, aseguran que el topónimo de Juneda es, sin duda, de origen arábigo a pesar de no coincidir en el significado.
La villa actual es de origen medieval (pero en su término se encuentran restos de la edad de bronce, de los Iberos, romanas y restos musulmanes del Al-Ándalus), y tenía un trazado amurallado que cerraba la villa (en catalán, Vila Closa), un conjunto monumental con calles estrechas, tortuosas y empinadas que rodean la colina del calvario, nombrado también La Costa. Hoy todavía se conserva, debidamente restaurada, una de las puertas góticas de acceso del siglo XIV: el Portal de Lamarca (o del Marca), que era el antiguo portal de Arbeca, lugar donde había el castillo en el cual residían los Duques de Cardona, antiguos señores esta villa de Las Garrigas.
En la parte más alta del núcleo histórico, está el Pozo del Hielo (en catalán, Pou del Gel), construido a finales del siglo XV o principios del XVI, perfectamente conservado, y con una capacidad de 300 m³, que servía para conservar y abarcar de hielo medicinal y otros medicamentos a la población. Más arriba está la plaza de las Tres Cruces (en catalán, Plaça de les Tres Creus) que es un excelente mirador para contemplar la llanura del Urgel. También se conservan algunas casas monumentales como la antigua casa consistorial, en la calle de la Carnicería, y la casa del Colector, la casa Xammar, la casa Bosch y otras casas en la calle de Pinell.
Al pie de la Vila Closa se encuentra la plaza donde está construida la Iglesia Parroquial dedicada a la Transfiguración del Señor, de estilo barroco tardío con un magnífico campanario ochavado. Se empezó a construir el año 1740 y fue consagrada el 17 de noviembre de 1748. El altar mayor barroco fue destruido durante la guerra civil española. Fue considerado una joya del barroco académico, hecho por el escultor Antoni Ochando, de Constantí, y había sido valorado como uno de los mejores altares de la Cataluña del siglo XVIII.
En la plaza de la iglesia se encuentran también casas antiguas, algunas recientemente restauradas, como la casa Bragós (la última que conserva el antiguo trazado porticado de la plaza) y la casa Freixes, del siglo XVIII; también encontramos la casa del Sec de l'Albi, en la calle del Forn, y la casa Saprià, un magnífico ejemplo de casa palacio neoclásico con esgrafiados, fechada en 1798; en el chaflán con la calle Mayor conectante con el ensanche de la villa (el antiguo Arrabal), que conserva un trazado de calle porticada de estilo popular, hay casas del siglo XVI (casa Fusteret), del XVII (casa Sabatera, casa Cabeça, casa Tomaset), del XVIII (casa Saprià, la Rectoría) y del XIX (casa Metge, el Ayuntamiento o casa Barber).
La Botera es una calle muy estrecha que antiguamente era el desagüe de las aguas de la calle Mayor y ahora conecta la misma calle con la calle del Doctor Cornudella, donde durante muchos años se ubicó el Museo Etnológico y de Arqueología, ahora trasladado definitivamente al complejo cultural "El Molí" de la Cooperativa, en la calle Roger de Lauria. Aquí podemos encontrar una importante colección de utensilios, herramientas y máquinas relacionadas con la vida rural, los oficios antiguos y el menaje tradicional del hogar.

## Economía
Juneda es una villa eminentemente agrícola y ganadera. Hay un amplio sector de industrias agroalimentarias vinculadas a la actividad de transformación y comercialización de los productos agrícolas. La ganadería del porcino es una importante fuente de ingresos y con ella hay que relacionar las dos plantas de tratamientos de los residuos de dicha actividad. También hay que destacar la avicultura, especialmente la cría de la codorniz, los servicios y un incipiente sector del comercio y la industria como otros ámbitos de la actividad laboral y económica de la villa.

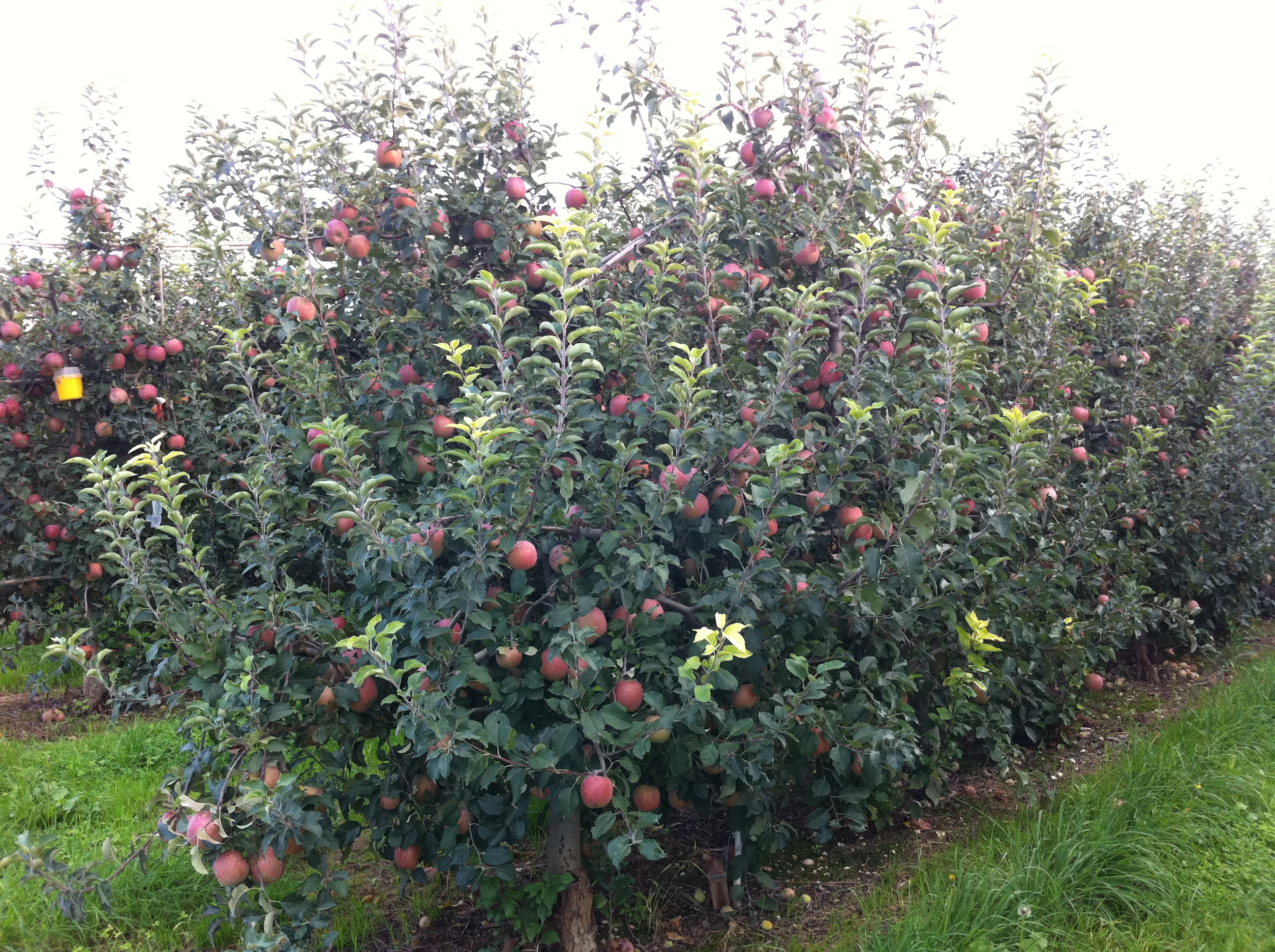
Explotación agrícola
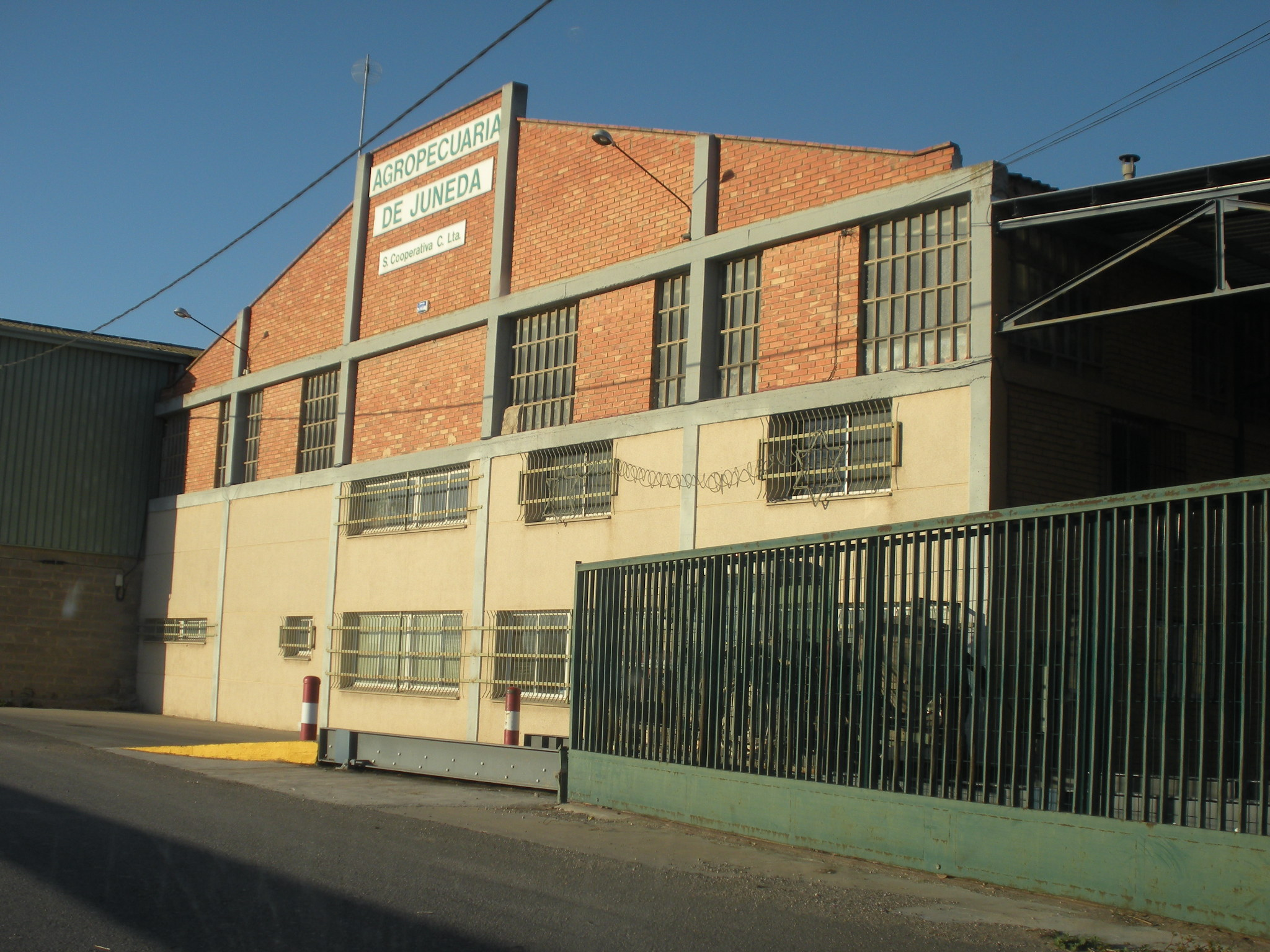
Cooperativa Agropecuaria de Juneda
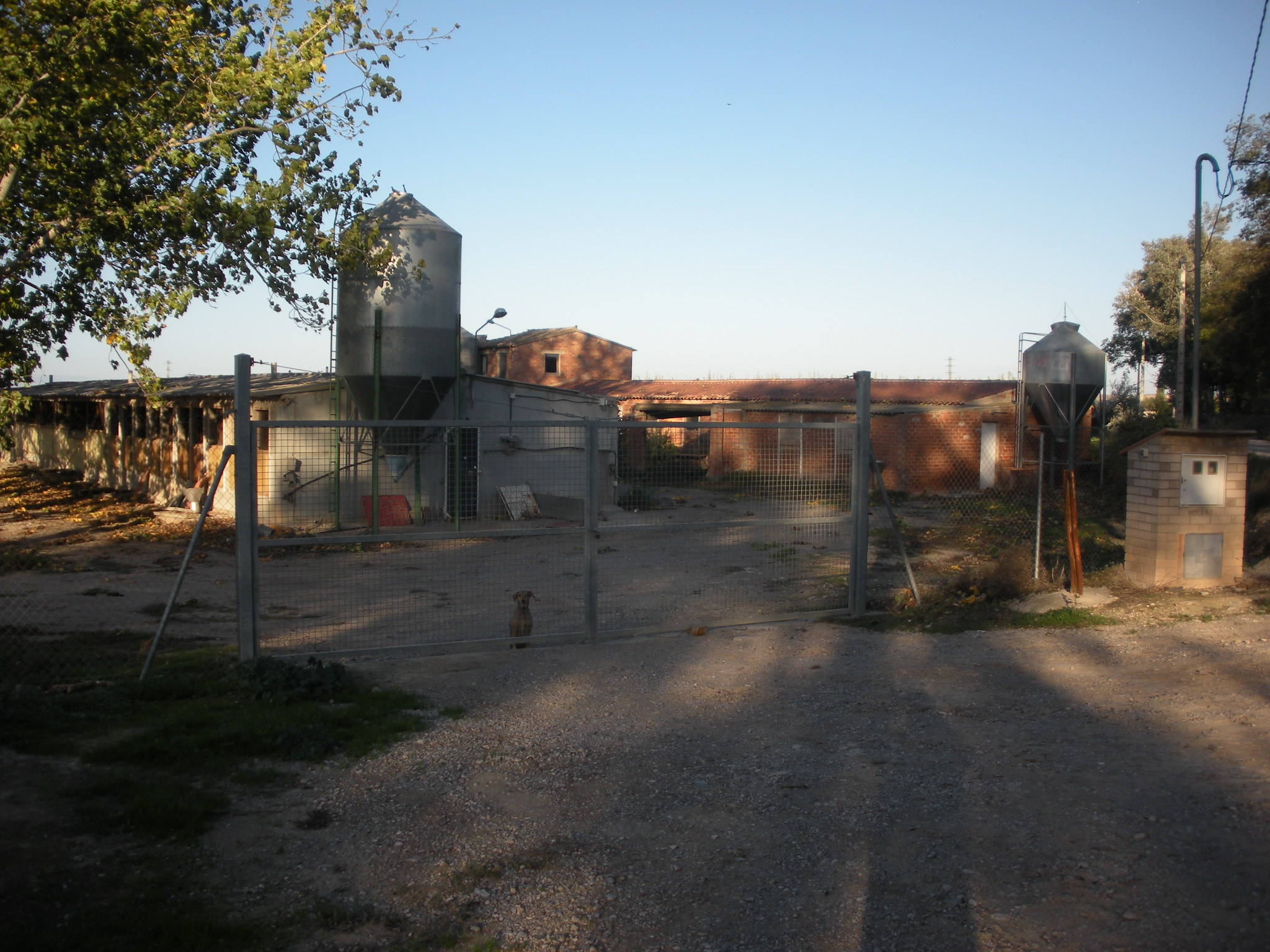
Explotación ganadera
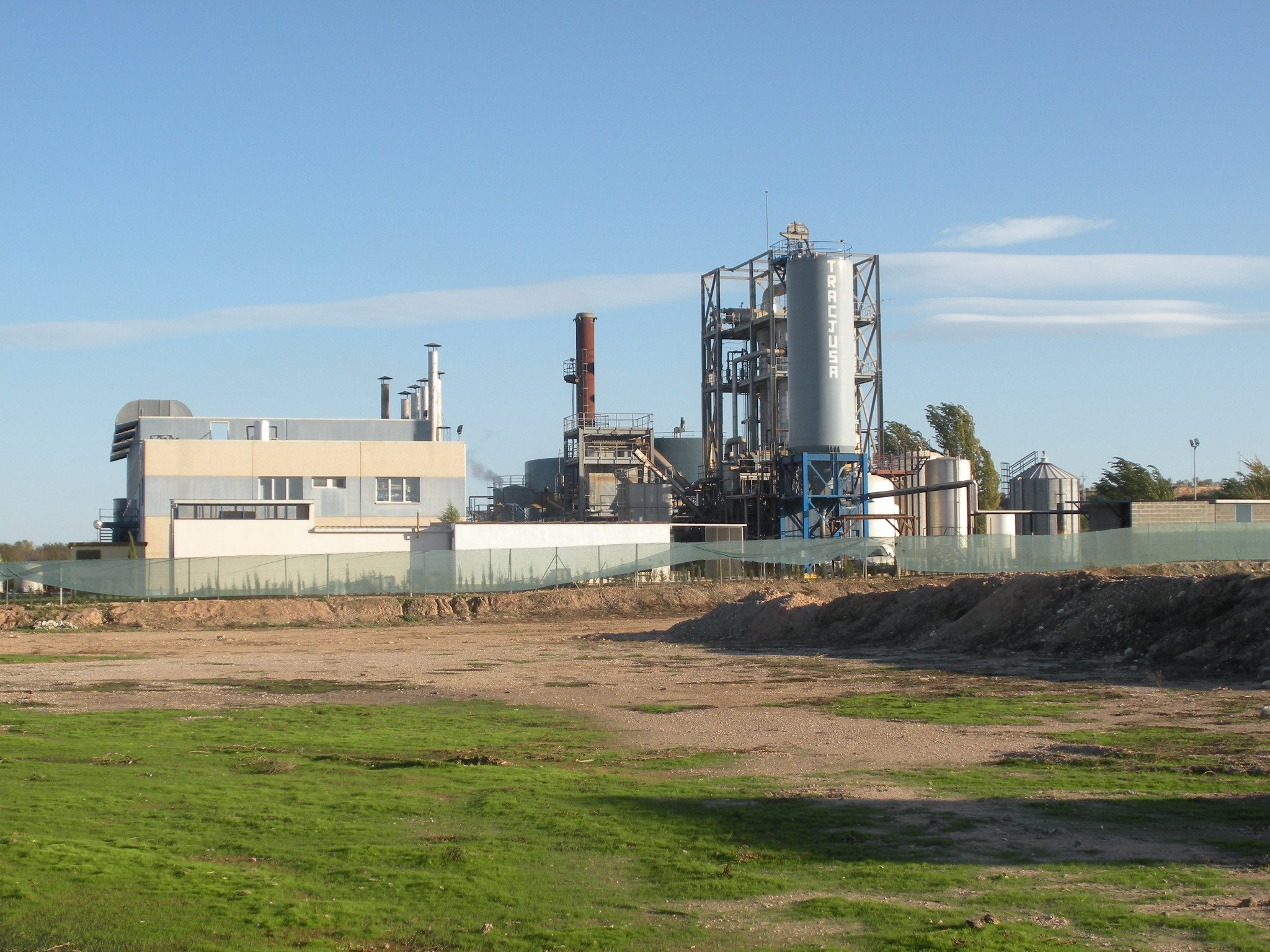
Planta de tratamiento de purines

## Comunicaciones

### Carreteras
- La  N-240 , que antiguamente cruzaba el pueblo, ahora lo bordea y comunica Juneda con Lérida (19 km) y Tarragona (77 km)
- La  LV-2001  comunica Juneda con Torregrosa (3 km) y Mollerusa (10 km)
- La  LV-7023  comunica Juneda con Castelldans (8 km)
- A 4 km de la población por la  N-240 , concretamente en la población vecina de Borjas Blancas, encontramos un acceso a la autopista  AP-2  que permite comunicar Juneda con Barcelona (145 km), Zaragoza (170 km) y Valencia (360 km)
- A 10 km de la población por la carretera LV-2001 , concretamente en la población próxima de Mollerusa, encontramos un acceso a la autovía  A-2  que permite comunicar Juneda con diversas poblaciones de la provincia de Lérida, la Cataluña central y Barcelona (145 km)

### Tren
- En la población tienen estación las líneas de ferrocarril Lérida-Valls-Barcelona (Línea R13) y Lérida-Tarragona-Barcelona (Línea R14)

### Autobús
- Varias compañías de autobuses hacen parada en Juneda que permite comunicarla con diversos pueblos y ciudades.

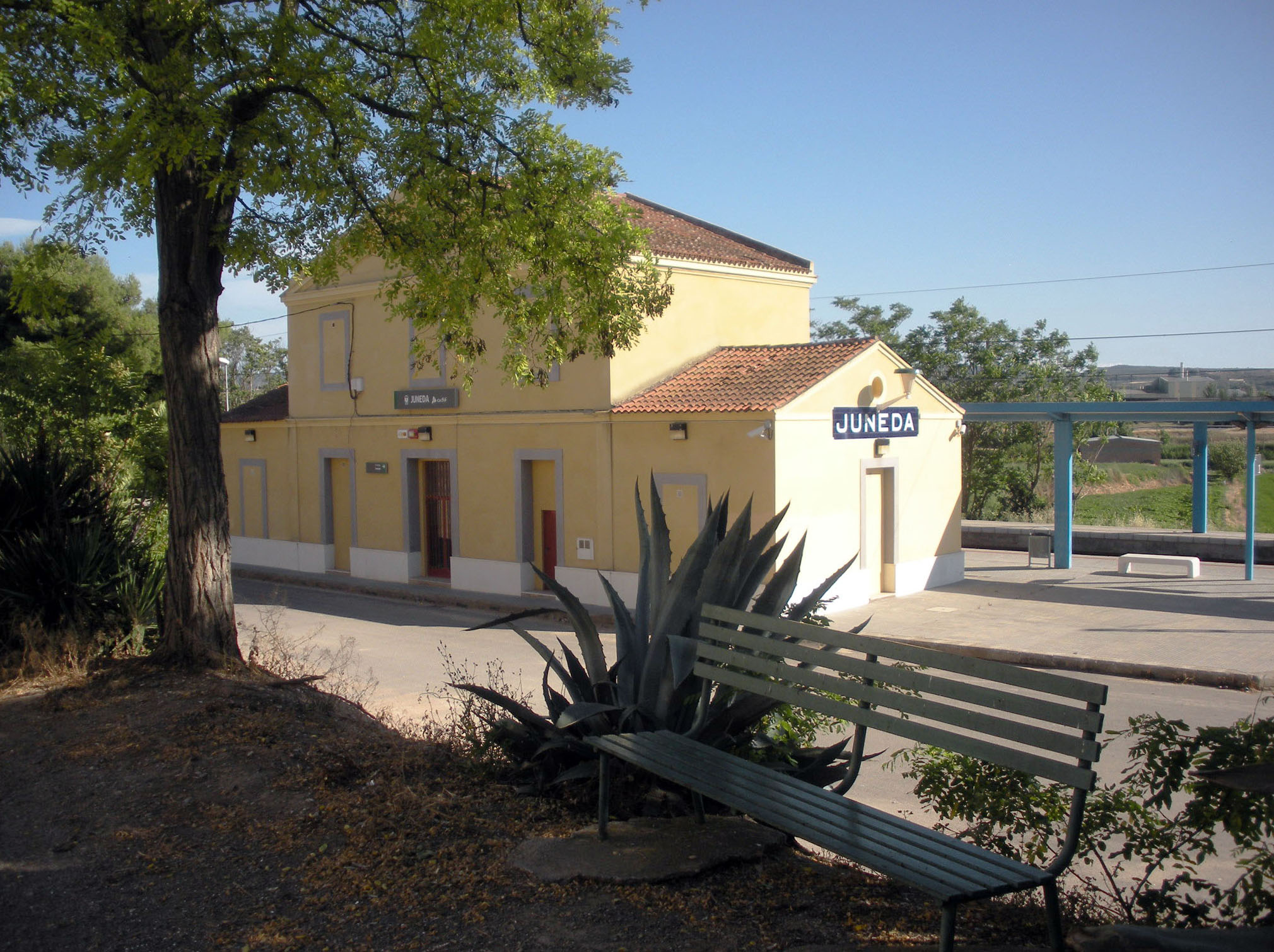
Estación de Juneda

### Distancias a los aeropuertos
- Juneda - Aeropuerto de Lérida-Alguaire: 40 km
- Juneda - Aeropuerto de Reus: 76 km
- Juneda - Aeropuerto de Barcelona: 144 km
- Juneda - Aeropuerto de Gerona-Costa Brava: 217 km

### Distancias a los puertos
- Juneda - Puerto de Tarragona: 78 km
- Juneda - Puerto de Barcelona: 147 km

## Monumentos y lugares de interés
Un lugar ideal para pasear, hacer deporte, ir en bicicleta, descansar bajo la sombra o buscar la tranquilidad, es el extenso Parque de la Banqueta de la acequia Cuarta del Canal de Urgel, que desde los Nou Salts (Nueve Saltos) hasta el Racó del Marca (Rincón del Marca) nos ofrece 8 km de itinerario bajo la sombra y el cobijo de grandes árboles autóctonos con viejos rincones de saltos y meandros, debidamente señalizados y con bancos para descansar. 
Al sur de la población el Canal principal de Urgel marca el límite del regadío con el secano y es otro itinerario recomendado ya que por su ruta, desde la Caseta (Casita) del Tei y aguas abajo se encuentran agradables saltos de agua bordeando los diferentes Masos: Miravall, Mas Colom, Mas Pinell, Mas Vell, Mas Concabella, etc. hasta el Mas Roig, el más alejado, con sus avenidas de plataneros y el emblemático embalse.

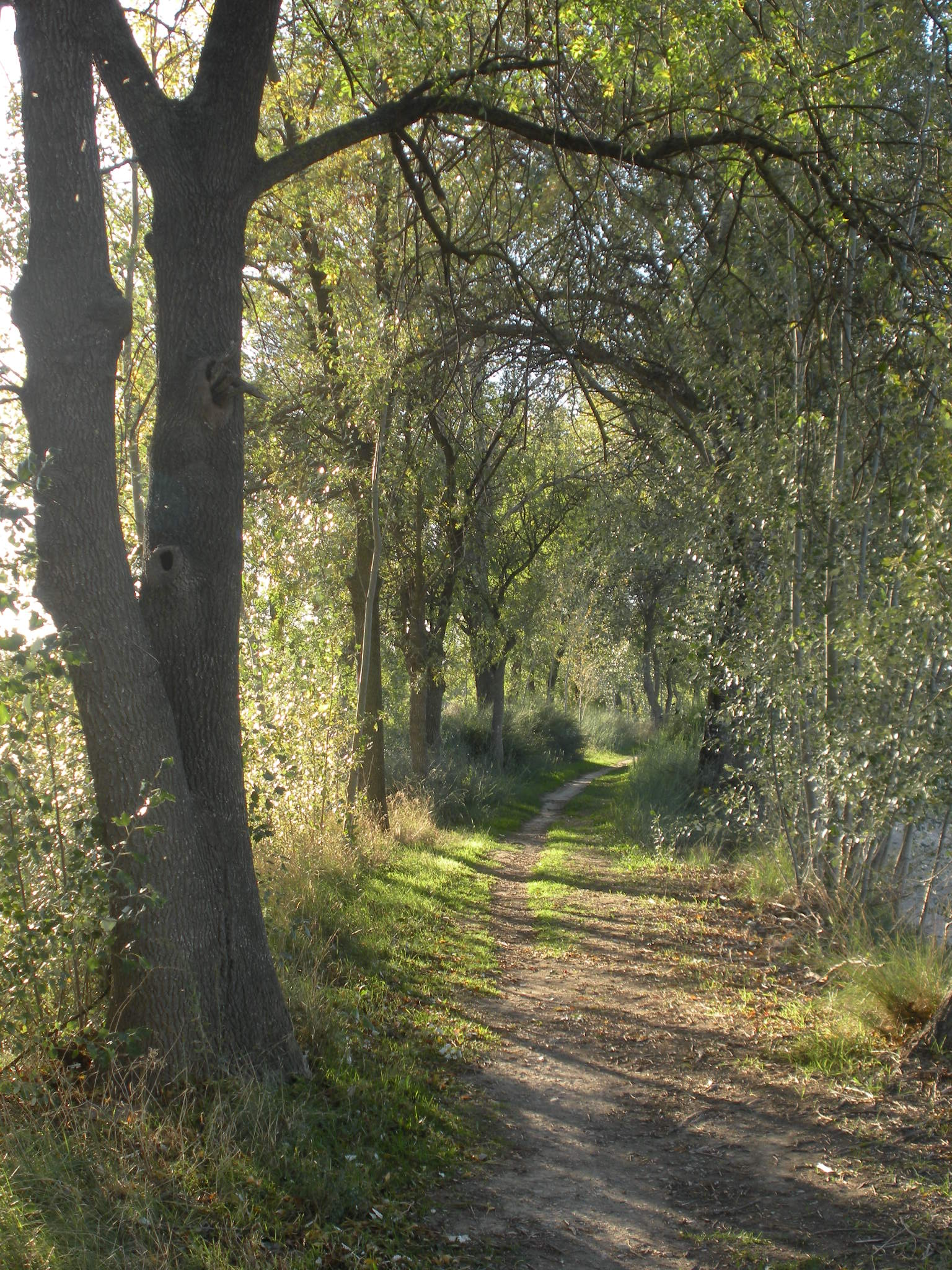
Parque de la Banqueta
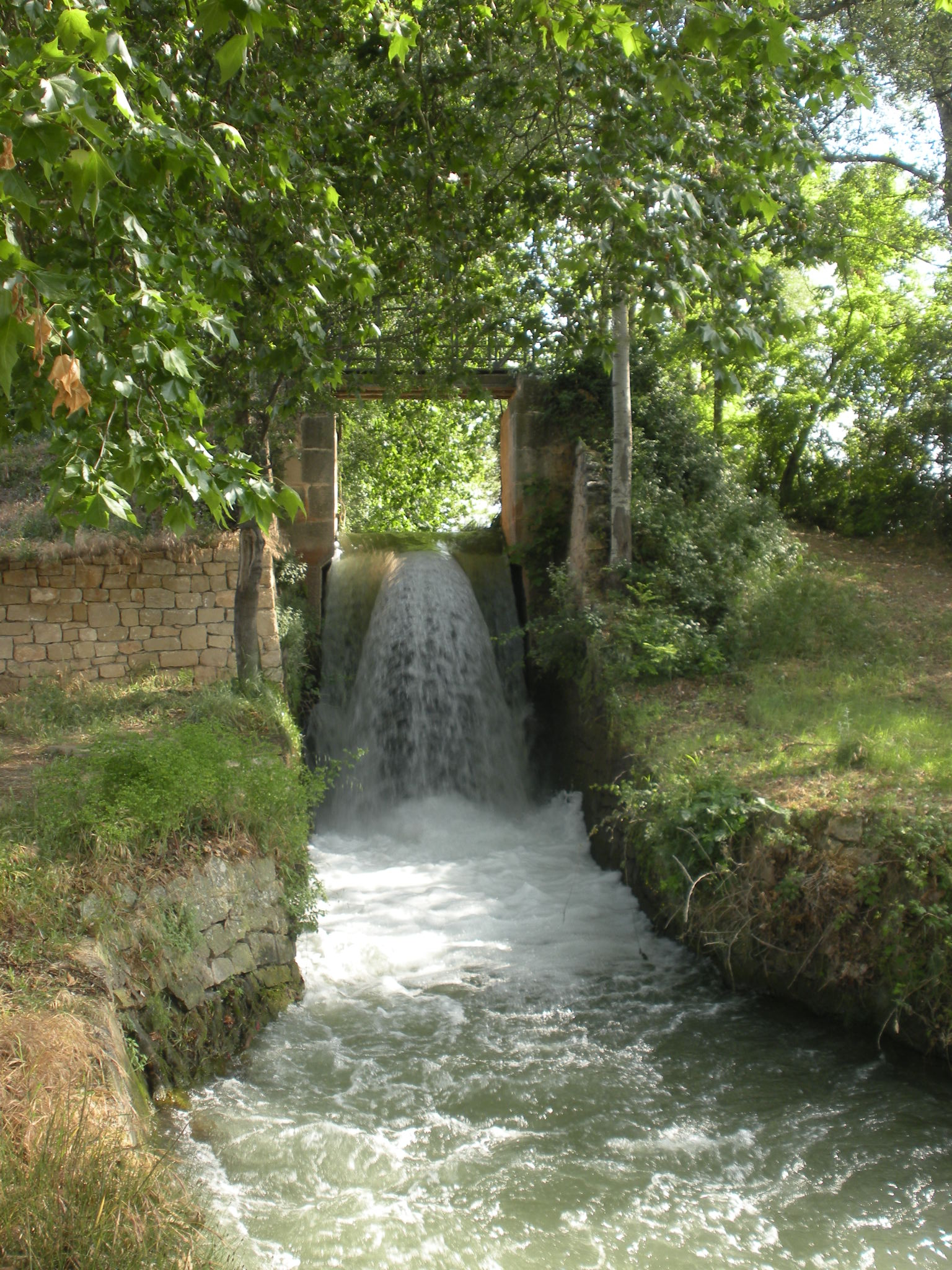
Segunda Máquina del Parque de la Banqueta
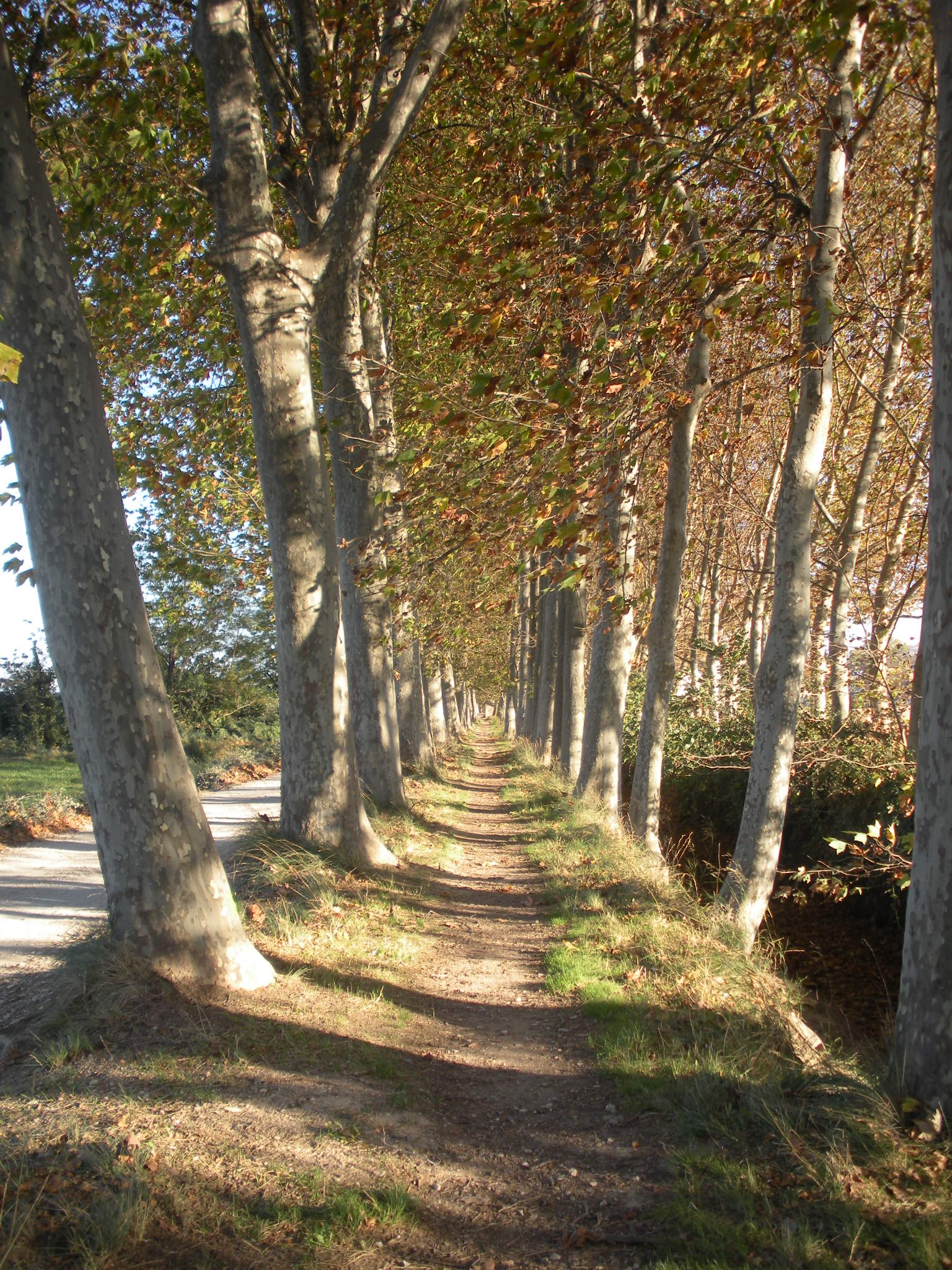
Parque de la Banqueta
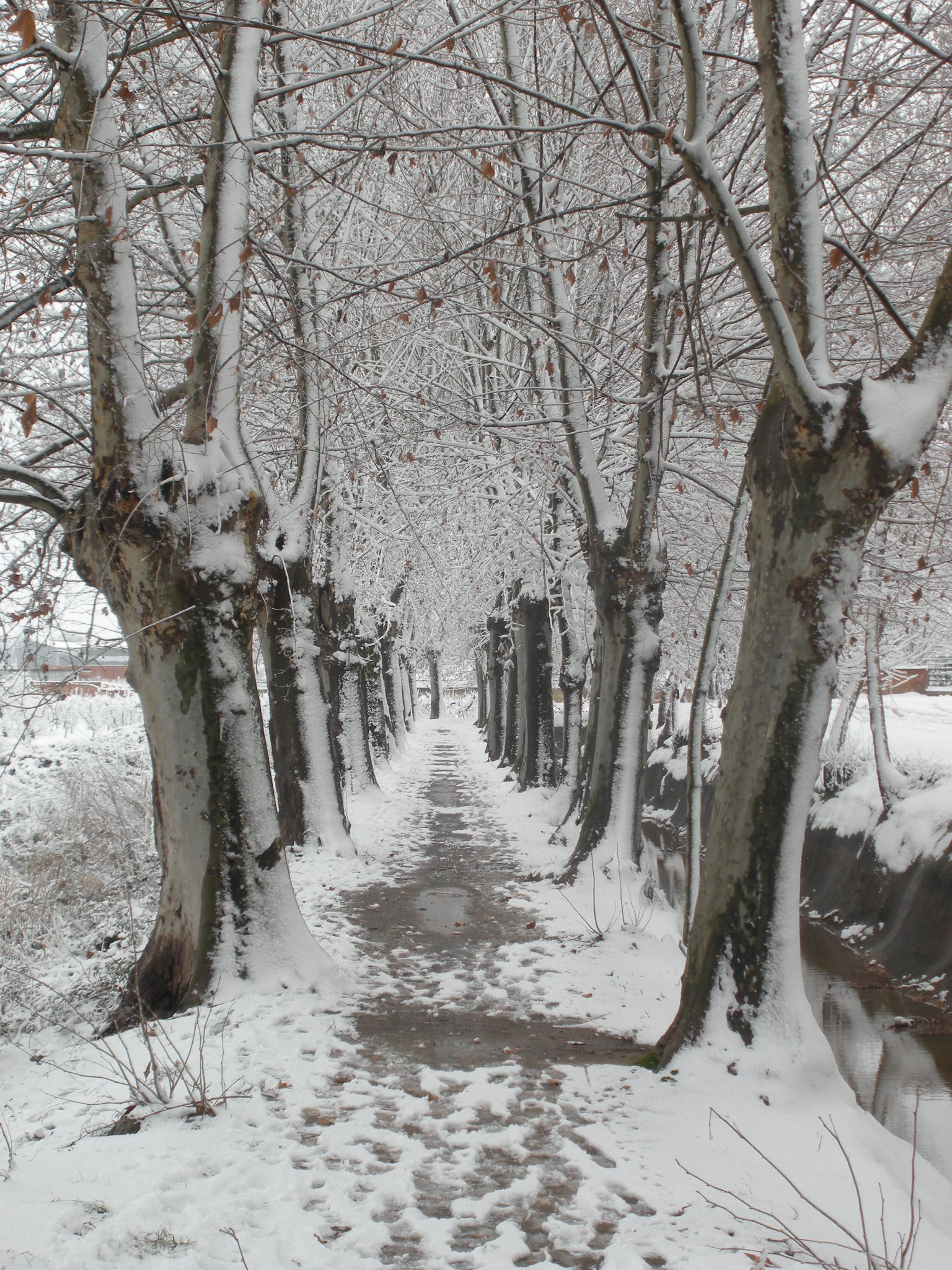
Parque de la Banqueta nevado

## Cultura

### Fiestas
- Primavera Cultural (de marzo a junio)
- Canto de caramellas (sábado y domingo de Pascua)
- Encuentro de Gigantes y Cabezudos (primavera)
- Kalikenyo Rock (mayo-junio)
- Fiesta de la Cassola de Tros (Cazuela de campo) (primer domingo de junio)
- Encuentro de la sardana villa de Juneda (primer domingo de julio)
- Bailes de verano (domingos de julio, agosto y septiembre)
- Noches al Fresco. Preludio de las fiestas de la villa (fiesta mayor) (agosto)
- Fiesta mayor (último fin de semana de agosto)
- Cursa ciclista villa de Juneda (lunes de fiesta mayor)
- Ruta Transbessons en BTT (primer domingo de octubre)
- Premio de poesía Joan Duch Arqués (otoño: octubre-noviembre)
- Fiesta de la Música (Santa Cecilia: noviembre)

### Acontecimientos de interés
- Mercado semanal: todos los jueves por la mañana en la plaza Cataluña

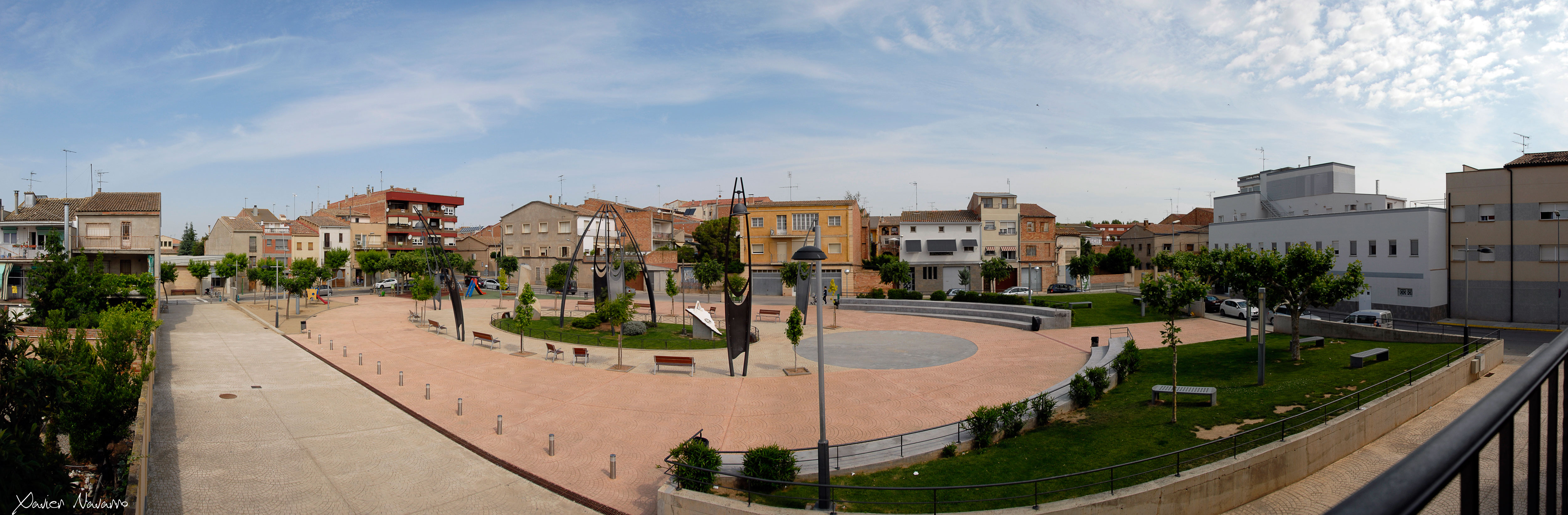
Vista panorámica de la plaza Cataluña de Juneda

### Entidades y asociaciones
Juneda ha forjado un fuerte tejido de entidades, asociaciones, equipamientos y servicios que le dan vida y proyección con sus actividades e iniciativas. Los centros de enseñanza y de encuentro (la escuela de primaria CEIP Manuel Ortiz, escuela de educación infantil municipal L’Escoleta, escuela municipal de Música Rosa Farran, campo de aprendizaje granja escuela Les Obagues, granja escuela La Manreana, casa de colonias Miravall...), los equipamientos deportivos (piscinas, campo de deportes, pabellón polideportivo...), culturales (museo etnológico y de arqueología, teatro Foment, complejo cultural del Molí, biblioteca Joan Duch, revista y editorial Fonoll, emisora de radio municipal...), de sanidad y para la tercera edad (casal de la gente mayor, residencias municipal y privada) y una larga lista de más de 50 entidades culturales, deportivas y recreativas, hacen posible que Juneda sea una villa puntera en la comarca y afronte con optimismo los retos del futuro.
(Para ver las entidades y asociaciones de Juneda cliquear el siguiente enlace: http://www.juneda.cat/descobreix/entitats-i-associacions-1/)

### Deportes

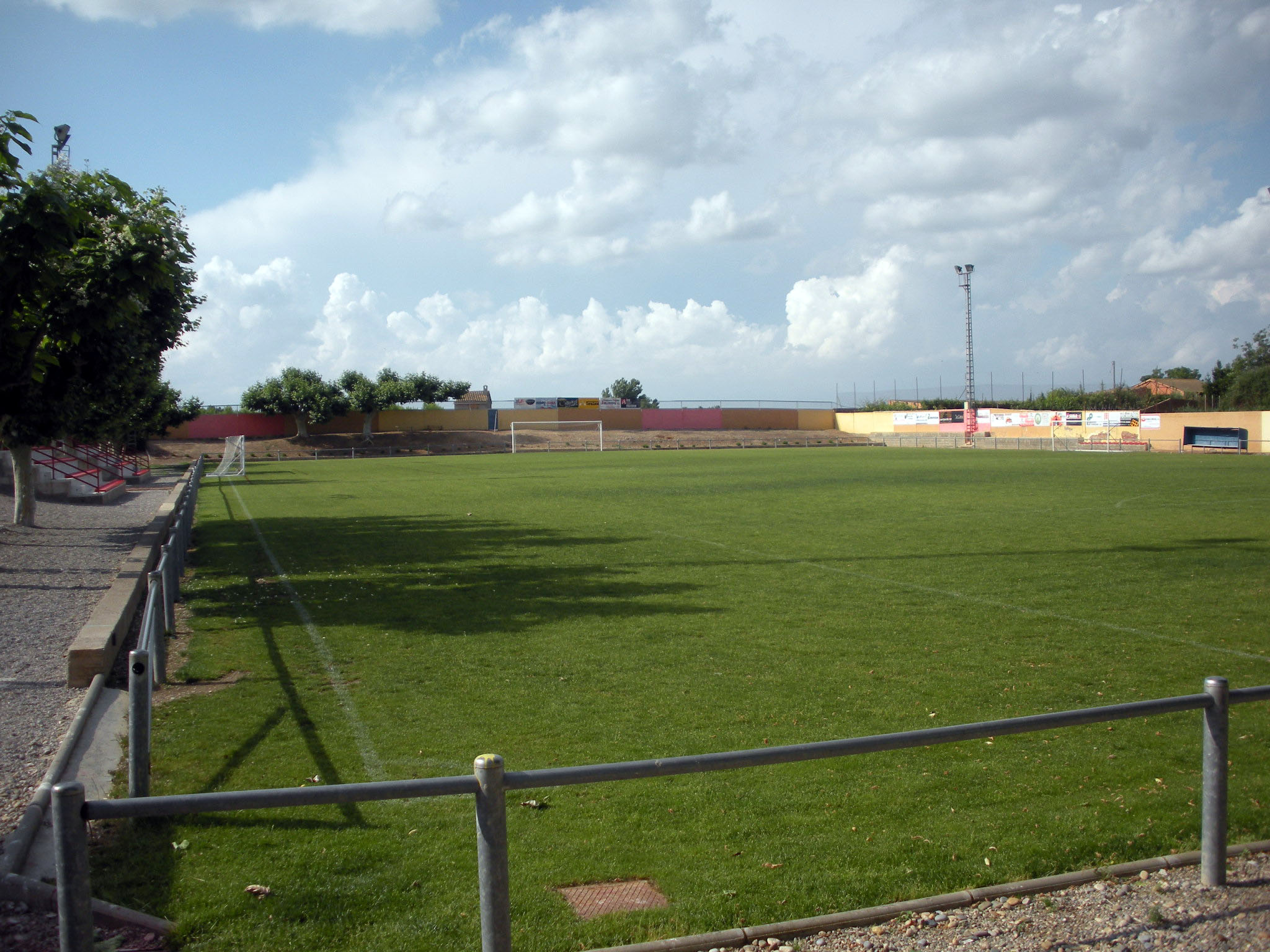
Campo de fútbol de Juneda

La villa de Juneda ha sido siempre una población vinculada a la práctica deportiva.[cita requerida] Cuenta con una decena de clubes deportivos, algunos de ellos con muchos años de historia en sus espaldas, que compiten en diversas disciplinas deportivas:
- Fútbol: Club Fútbol Juneda y Escuela de Fútbol Intercomarcal
- Hockey sobre patines: Club Hockey Juneda
- Tenis: Club Tenis Juneda
- Pádel: Pádel Juneda
- Ciclismo: Club Ciclista Colla La Pedalada
- Patinaje: Sección de Patinaje del Club Hockey Juneda
- Ajedrez: Club Ajedrez Juneda
- Karting: Zona karting, Circuito de Juneda
- Paintball: Paintball Miravall

### Gastronomía

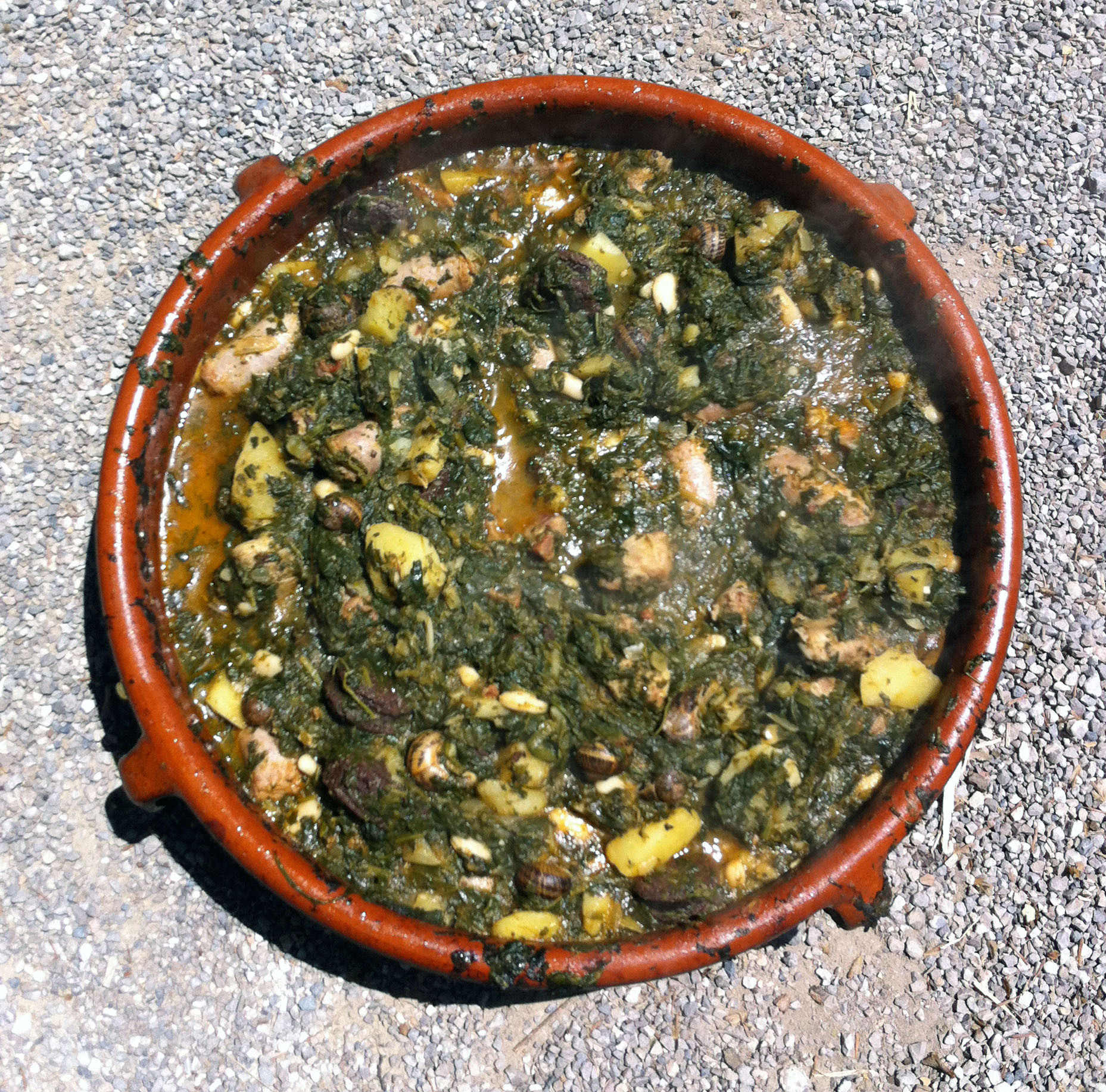
Cazuela de Campo de Juneda

Una comida típica de la villa es la Cazuela de campo de Juneda (en catalán, Cassola de Tros de Juneda), la cual es muy conocida dentro de la gastronomía catalana.
El origen de la Cazuela de campo viene de los tiempos en que los campesinos no disponían de los medios de automoción actuales y trabajaban en el campo de sol a sol. A consecuencia de eso se tenían que llevar los alimentos de casa para comer allí mismo, donde se reunían con los vecinos de las fincas próximas y hacían una cazuela con los productos que traían de casa y los ingredientes que podían encontrar en el huerto. De aquí surgieron las primeras maneras de cocinar la Cazuela de campo, con gran variedad de ingredientes y donde cada uno tenía su propia receta.
Hoy en día se pueden diferenciar dos tipos de Cazuela de campo según los productos de temporada, la de invierno y la de verano. La de invierno es con espinacas y patatas y la de verano con cebolla, pimiento y berenjena, aunque también puede hacerse una receta mixta. Hay que recordar que la Cazuela de campo de Juneda sólo se elabora con carne de cerdo y sobre todo utilizando una cazuela de barro, un tres pies y leña.
Como se ha reseñado anteriormente, en Juneda se realiza un concurso/fiesta de Cazuelas de campo, que se celebra el domingo de la segunda Pascua, que generalmente cae a finales de mayo o principios de junio.

## Administración y política

### Elecciones municipales de 2023
| Censo electoral | Regidores | Votantes | % Votantes | Abstención | % Abstención | Votos en blanco | % Votos en blanco | Votos nulos | % Votos nulos |
| --------------- | --------- | -------- | ---------- | ---------- | ------------ | --------------- | ----------------- | ----------- | ------------- |
| 2295            | 11        | 1491     | 64,96      | 804        | 27,46        | 51              | 3,56              | 60          | 4,02          |

| Partido Político | Votos | %Votos/Válidos | Regidores |
| ---------------- | ----- | -------------- | --------- |
| Impulsem Juneda  | 812   | 53,38          | 6         |
| Juneda Per Tu    | 376   | 26,20          | 3         |
| PSC              | 240   | 16,84          | 2         |